# Finger Eleven
Finger Eleven — канадський рок-гурт, заснований в 1990 році в місті Берлінґтон (Онтаріо). Гурт виконує пісні в музичному напрямку постграндж, альтернативний рок та альтернативний метал. На цей час випущено сім студійних альбомів і один збірник.

## Історія
Гурт Finger Eleven був створений в 1994 році двома братами: Шоном і Скоттом Андерсонами. Скотт був вокалістом, а Шон грав на бас-гітарі. Інші ролі дісталися шкільним друзям братів: Джеймсу Блеку (гітара), Робу Ґоммерману (барабани) та Ріку Джекету (гітара). Спочатку гурт йменувався Rainbow Butt Monkeys. У 1995 році хлопці уклали угоду з Mercury Records і випустили свій перший альбом «Letters From Chutney». Альбом вийшов досить непоганим і добре продавався в Канаді. Після його виходу група почала працювати над другим альбомом і змінила назву на «Finger Eleven».
Разом з назвою змінилася і сама музика: вона стала іншою. Наступний альбом оновленого гурту мав коротку назву «Tip» і з'явився у світ в 1997 році в Канаді, а в 1998-му — у США. Незабаром після появи другого альбому гурт виступає на спільних концертах з Creed, Fuel і The Killjoys. У 1998 році гурт полишає барабанщик Роб Ґоммерман, але його місце швидко посідає Річ Бедді.
Робота над другим альбомом починається лише наприкінці 1999 року, а його запис тривав сім місяців. Третій альбом йменувався «The Greyest Of Blue Skies» і вийшов у 2000 році. Пісня Suffocate потрапила в саундтрек до фільму «Крик 3». Початок наступного року група провела в турі по Канаді разом з Cold. Пісню «Sense of a Spark» з альбому «Them vs. You vs. Me» спочатку планувалося включити в цей альбом під назвою «One Thing». Але в підсумку було записано дві різні пісні. Трек «Suffocate» з альбому «The Greyest of Blue Skies» є єдиною піснею групи яку вони виконали в стилі ню-метал. За словами учасників гурту ця пісня була своєрідним експериментом і до того ж цілком вдалим. Окрім того, пісня добре знайома багатьом фанатам гурту Slipknot: у піратському альбомі «Slipknot» з назвою «Clan» (який продавався піратами під виглядом офіційного) пісня «Suffocate» була перейменована в «Fall».
Після тривалих роз'їздів гурт розпочинає створення нової платівки на яку в підсумку вони витрачають 18 місяців. Четвертий альбом отримав назву «Finger Eleven» і вийшов в 2003 році. Його продюсером виступив Джонні Кей з Disturbed. Під час роботи над альбомом «Finger Eleven» гурт записав близько тридцяти пісень, дванадцять з яких потрапили в альбом. На сьогодні Finger Eleven — найбільш успішний альбом групи, який в продажах дістався до золотого статусу в США і до платинового в Канаді. Сингл «One Thing» потрапив на 16-у позицію в переліку від Billboard. У фільмі «Електра» присутній ремікс на пісню «Thousand Mile Wish». Також гурт написав пісню «Sad Exchange», яка увійшла до саундтреку фільму «Шибайголова», а інший трек (який, однак, не потрапив до альбому) «Slow Chemical» засвітився в бойовику «Каратель». У тому ж році гурт отримав приз у номінації «Найкращий кліп» на MuchMusic Video Awards за кліп до пісні «One Thing». За словами учасників гурту значну роль у створенні пісні «One Thing» зіграв алкоголь: під час запису пісні Скотт Андерсон (вокаліст) був напідпитку.
Наступні два роки гурт гастролював і встиг відвідати в Австралію, Європу та Північну Америку і виступити разом з гуртами Creed, Cold, Evanescence, Smile Empty Soul і Trapt.
6 березня 2007 вийшов черговий (п'ятий) альбом гурту з назвою «Them vs. You vs. Me». Він був записаний за рекордні для гурту три місяці, причому в процесі роботи над ним група записала близько сотні пісень різних стилів: від року і кантрі до фанку і пісень 1960-х років. Фанати групи розділилися на два табори. Одні щосили хвалили альбом, а інші стверджували що «музика змінилася, і не в кращий бік». Багато пісень в альбомі «Them vs. You vs. Me» були записані під час підготовки демоверсій в таких різнопланових місцях як, наприклад, «Castle» — невелика халупа в Північній Канаді або вдома у музикантів. Примітно що демо «The Window Song» («Віконна пісня») була записана в автобусі для турів і велика частина цього запису збережено в альбомі (в ході мастерингу було усунуту тільки шум мотора автобуса).
4 грудня 2007 року був випущений збірник «Us vs. Then vs. Now», до якого увійшли деякі демозаписи, а також пісні, які не потрапили до попередніх альбомів.
5 жовтня 2010 року вийшов студійний альбом «Life Turns Electric», який спочатку планували назвати Living in a Dream.
11 серпня 2012 року гурт провів безкоштовний концерт в Ніагара-Фоллс (Нью-Йорк, США) в рамках HARD ROCK ROCK'S OLD FALLS STREET, музичного заходу за участю різних музичних колективів, що влаштовується щоліта з ініціативи Hard Rock Cafe.
5 квітня 2013 року в мережі Твіттер учасники гурту повідомили своїх прихильників про новий альбом. Вже до кінця року гурт полишив барабанщик Річар Бедді. У листопаді 2014 року за допомогою іншої мережі широкий загал було повідомлено що під час запису нового альбому роль барабанщика виконуватиме Кріс Павелл. Запис альбому проходив безпосередньо з 8 листопада 2014-го і до 28 листопада того ж року. 25 квітня 2015 року гурт оголосив про відкритий кастинг для усіх, хто бажає приєднатися до зйомок нового відео гурту на пісню «Вовки та двері».

## Учасники гурту
- Скотт Андерсон — вокал
- Джеймс Блек — гітара
- Рік Джекет — гітара
- Шон Андерсон — бас-гітара
- Кріс Павелл — барабани